# Heliconia apparicioi
Heliconia apparicioi là một loài thực vật có hoa trong họ Heliconiaceae. Loài này được Barreiros mô tả khoa học đầu tiên năm 1976.